# Смоленская Римско-католическая епархия
Смоленская римско-католическая епархия — церковно-административная единица Католической Церкви в Великом Княжестве Литовском.

## История
Римско-католическая Смоленская епархия была основана в 1611 году королём Сигизмундом III Вазой. Её основание было утверждено Сеймом Речи Посполитой в 1618 году, однако первый епископ Пётр Парчевский, ранее исполнявший административные обязанности, был рукоположён только в 1636 году. Он происходил из православной семьи из Мстиславского воеводства, которое располагалось южнее Смоленска.
Первоначально епархия охватывала северо-восточную часть Великого княжества Литовского и входила в Гнезненскую архиепархию. Епископской резиденцией был город Смоленск. Смоленская кафедра часто служила карьерным трамплином для перехода в другие епископства Речи Посполитой.

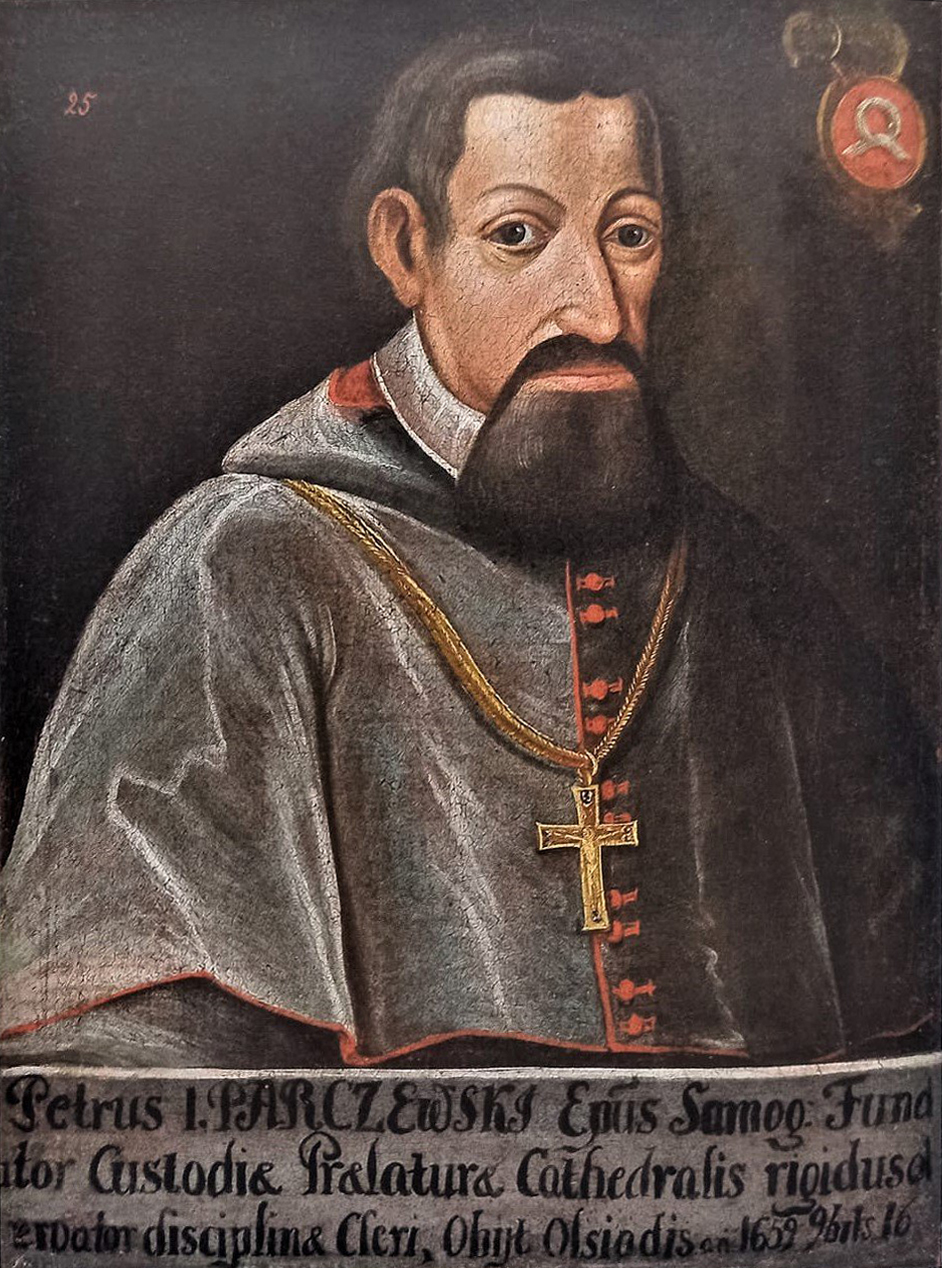
Портрет Петра Парчевского, первого католического епископа Смоленского

В 1652 году в епархии было 20 приходов. По Андрусовскому перемирию 1667 года Смоленск отошёл России вместе с большей частью епархии. С тех пор смоленские епископы проживали в Варшаве.
Когда после первого раздела Речи Посполитой остальная часть епархии перешла под власть России, на этой территории проживало 7 тысяч католиков (в основном шляхта).
В 1818 году епархия была упразднена, а её территория присоединена к Могилёвскому архидиоцезу.

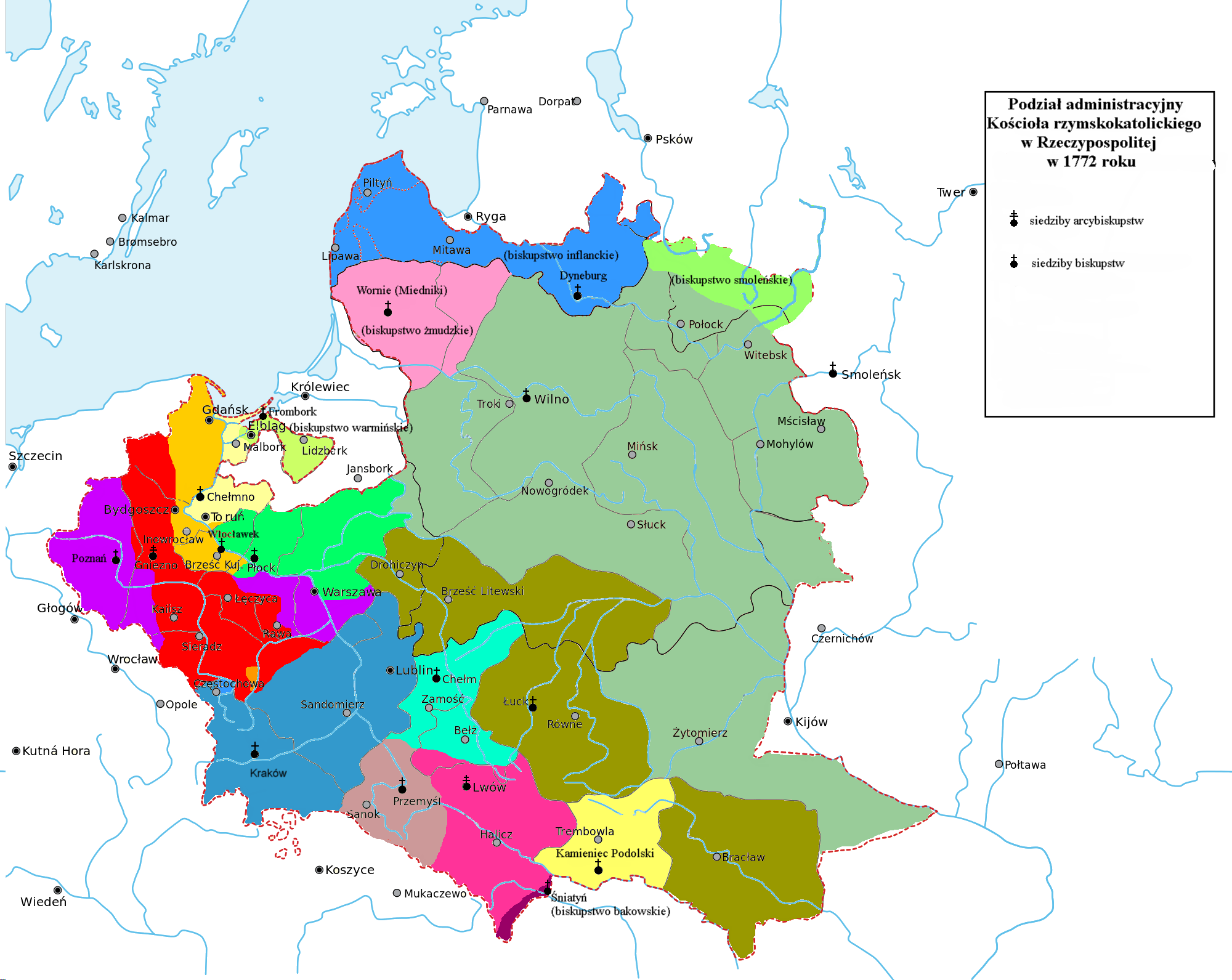
Карта епархий латинского обряда Польско-Литовской Конфедерации 1772 г. Зелёным цветом отмечены остатки Смоленской епархии

## Смоленские Епископы
- Пётр Парчевский (1636—1649), впоследствии епископ Жемайтийский
- Франтишек Долмат-Исайковский (1650—1654)
- Иероним Владислав Сангушко (1644 — 1655), ранее титулярный епископ Модонский, викарный епископ Виленский
- Ежи Бяллозор (1658 — 1661), далее епископ Виленский
- Казимир Пац (1664 — 1667), затем епископ Жемайтийский
- Готард Ян Тызенгауз (1668 — 1669), ранее титулярный епископ Модонский
- Александр Котович (1673 — 1685), далее епископ Виленский
- Константин Казимир Бжостовский (1685 — 1687), далее епископ Виленский
- Евстафий Станислав Казимир Котович (1688—1704)
- Ян Миколай Згерский (1706 — 1710); далее епископ Жемайтийский
- Александр Николай Гораин (1711 — 1716); далее епископ Жемайтийский
- Людвик Кароль Огинский (1717 — 1718)
- Кароль Петр Панцежинский (1721 — 1724)
- Богуслав Корвин-Гонсевский (1725 — 1744); ранее  суффраган белорусский (1722 — 1744)
- Ежи Николай Гильсен (1745 – 1763)
- Габриэль Водзинский (1772–1788); сменил на посту предыдущего коадъютора Смоленского епископа
- Адам Станислав Нарушевич (1788 — 1790); позже епископ Луцкий

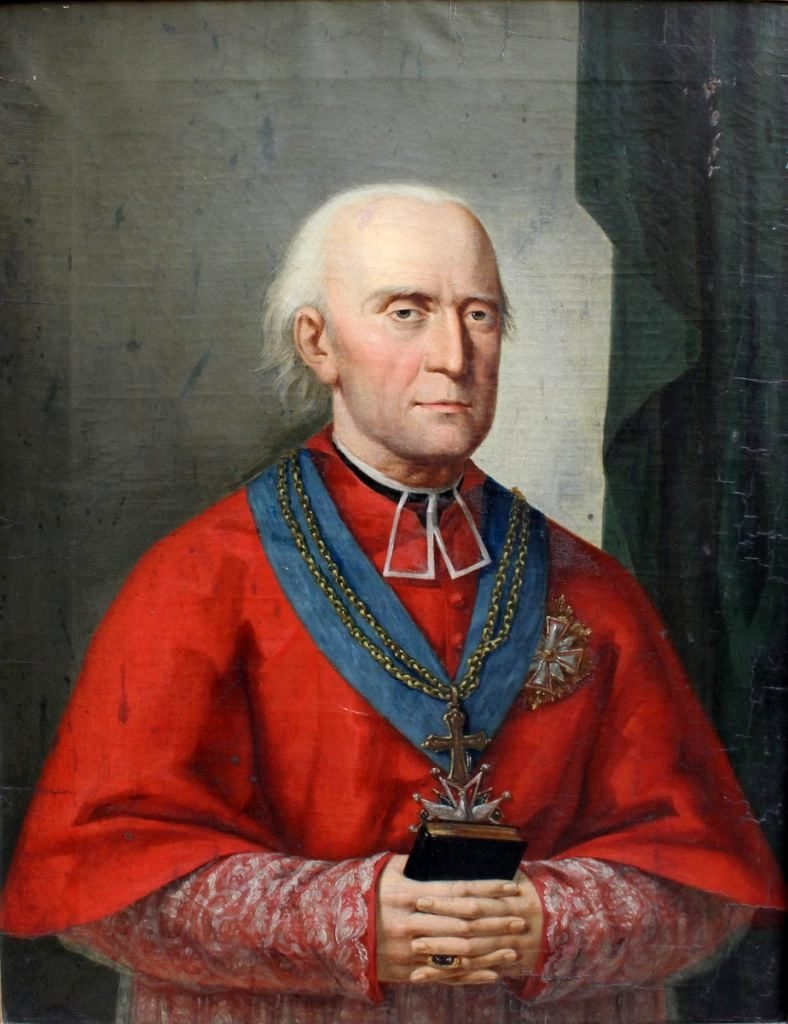
Тимотеуш Павел Горженский, последний епископ Смоленский

- Тиматеуш Павел Горженский (1790 — 1809); далее епископ Познанский, митрополит Гнезненский и Познанский

Епископы-коадъюторы
- Габриэль Водзинский (1759 — 1772)
- Адам Станислав Нарушевич (1775 — 1788)